# Ferula foetida
Ferula foetida är en växtart i släktet stinkflokor och familjen flockblommiga växter.
Arten är en perenn ört som förekommer i Centralasien och västra Pakistan. Den beskrevs först som Scorodosma foetidum av Alexander von Bunge 1846, och fick sitt nu gällande namn av Eduard von Regel 1877.